# ペネデス (DO)
ペネデス（カタルーニャ語: Penedès: カタルーニャ語発音: [pənəˈðɛs]: カタルーニャ語発音は「パナデス」に近い）は、スペイン・カタルーニャ州に所在するワイン産地。スペインワインの原産地呼称制度であるデノミナシオン・デ・オリヘンでは、「原産地呼称」(DO)に認定されている。ペネデスに拠点を置く著名な生産者には、ミゲル・トーレス社（スティルワイン）、フレシネ社（カバ）、コドルニウ社（カバ）などが挙げられる。

## 特徴
カタルーニャ州バルセロナ県の47自治体、タラゴナ県の16自治体にまたがっており、クマルカ（郡）としては、ペネデス地域（ペネデス3郡）全域、アノヤ郡、アル・カム郡、バッジ・リュブラガート郡、タラグネス郡の一部が含まれる。地中海沿いのガラフ山塊や内陸部の標高の高い山地に囲まれている。
ヨーロッパでも古くからブドウを栽培していた地域のひとつであり、スペイン最高のワイン産地であるリオハに次いで評価の高い産地のひとつである。特にスパークリングワインであるカバの産地として知られ、栽培品種はカバに使用する白ブドウ品種が優勢だが、オーク樽で熟成された評価の高い赤ワインも生産している。

## 地理

行政区分としてのペネデス地域（青）とワイン産地としてのペネデス (DO)（青・緑）

ペネデス (DO)はカタルーニャ州タラゴナ県とバルセロナ県の66自治体で構成されている。その中心にはビラフランカ・ダル・パナデスがあり、すぐ近くにはカバのワイナリーが集中するサン・サドゥルニ・ダノヤがある。ビラフランカ・デル・パナデスには14世紀に建設された王宮があり、現在ではワイン博物館として使用されている。その他の主要な町には、ビラノバ・イ・ラ・ジャルトル、シッチェス、アル・バンドレイなどがある。ペネデス (DO)は以下の3つのサブゾーンに区分されている。

### サブゾーン
- アルト・パナデス : 高地パナデス。もっとも内陸・山がちなサブゾーンであり、3地域の中でもっとも冷涼である。低収量・高品質を特徴とし、軽くて繊細な高級ワインが生産される。主に白ブドウのパレリャーダ（スペイン語版）種を栽培している[2]。

- メディオ・パナデス : 中央パナデス。ペネデス地域の南西部にあり、平均標高200mのサブゾーンである。ペネデス (DO)の総生産量の約60%を占めている[2]。主にスパークリングワインのカバに用いるチャレッロ（スペイン語版）種とマカベオ種を栽培している[2]。

- バッジ・ペネデス : 低地ペネデス。地中海沿岸部の低地にあるサブゾーンである。岩がちであり、他の2地域よりも温暖な気候である[2]。カリニェナ種、ガルナッチャ種、ウイ・ダ・リャブラ（テンプラニーリョ）種、モスカテル種などの栽培に適している[2]。

### テロワール
ペネデス地域は概して地中海性気候であり、夏季は酷暑となり、冬季も温暖である。スペインの他地方と比べて降水量が多く、年間を通じて強い風が吹くことはない。しかしペネデス地域は山がちな地域であり、海抜に近い海岸部と標高800mを超える山岳部の間には細かな気候の差が生じる。この地域の農民は標高の高い内陸部の開墾を続け、少しでも大陸性気候の恩恵を受けようと努力している。海岸部は暑く乾燥するが、高地はより降霜回数が多い傾向があり、年降水量が900mm以上となる場所もある。概して温和な気候であり、降水量はブドウ栽培に理想的な量である。ペネデス地域はブドウ栽培に適した石灰質の土壌である。

## 歴史

### 中世以前
ギリシア神話に登場するヘーラクレースの敵だった三頭の巨人ヘリオンがカタルーニャ地方にブドウをもたらしたとする伝承がある。ビラフランカ・ダル・パナデスのワイン博物館などに展示されている考古学的証拠によると、ペネデス地域でのワイン生産は古代に遡り、紀元前6世紀にはフェニキア人がこの地域にシャルドネ種を導入した。現在ではシッチェスのデザートワインに用いられているスビラト・パレント（マルバシーア）種をこの地に伝えたのはギリシア人であるとされる。
ハンニバルの父でカルタゴの将軍だったハミルカル・バルカは、紀元前3世紀にビラフランカ・ダル・パナデスを開拓した。第二次ポエニ戦争でローマがカルタゴに勝利すると、ローマ人はペネデス地域でワイン生産のための基盤を築いた。
8世紀以後にアラブ人がこの地を支配した。13世紀初頭にジャウマ1世がアラブ人からカタルーニャ地方を奪還すると、キリスト教徒の支配下では教会の周囲にワイナリーが建設され、貯蔵されるワインが盗賊から守られた。
コドルニウ家は1551年にはすでに蒸留ワインを生産していた記録があり、コドルニウ家の熟成庫はスペイン国定記念物となっている。一方でトーレス家は17世紀からこの地域にブドウ畑を所有していた。ペネデス地域にはブドウを栽培するという条件を付けて土地所有者が農民に土地を賃貸する制度があり、19世紀にフィロキセラが流行するまで長期に渡って続いた。

### 近代
18世紀にはスペイン領土の南アメリカに対するペネデス産ワインの需要が前例のない規模で高まった。1870年代には、コドルニウ家のホセ・ラベントスによってスパークリングワインであるカバが初めて生産された。1860年代以後にヨーロッパ全土をフィロキセラが襲うと（19世紀フランスのフィロキセラ禍）、しばらくしてカタルーニャ地方もフィロキセラの災禍に見舞われ、多くのブドウの木が破壊された。コドルニウ社によるカバ生産が好調だったこともあり、地域全体で黒ブドウから白ブドウへの転換が進んだ。

### 現代
1932年に原産地呼称制度であるデノミナシオン・デ・オリヘンが制定されると、ヘレス＝ケレス＝シェリーやリオハなどとともにペネデスも認可された。第二次世界大戦終結直後にはミゲル・トーレス・カルボーがミゲル・トーレス社のワインをヨーロッパ中で売り歩き、ヨーロッパにおいてスペイン産ワインへの認識を深めた。
原産地呼称認可がなされたのは1932年だが、実体としてのペネデス原産地呼称統制委員会が発足したのは1960年である。1960年代から1970年代にはペネデス地域がスペインのワイン産業における技術革新を牽引し、スペインで初めて温度制御機能を有するステンレス鋼発酵タンクを導入した。
ペネデスでスティルワイン生産が本格化したのは1970年代である。ミゲル・トーレス社などの革新的なスティルワイン生産者は栽培する品種を増やし、カベルネ・ソーヴィニヨン種やシャルドネ種などの国際品種のクローンセレクションによって株の改良を行った。1979年にフランスのゴー・ミヨ誌が主催したワイン・オリンピックでは、ミゲル・トーレス社が「ボルドー・格付け畑部門」で優勝して国際的な注目を集めた。

## ブドウ栽培

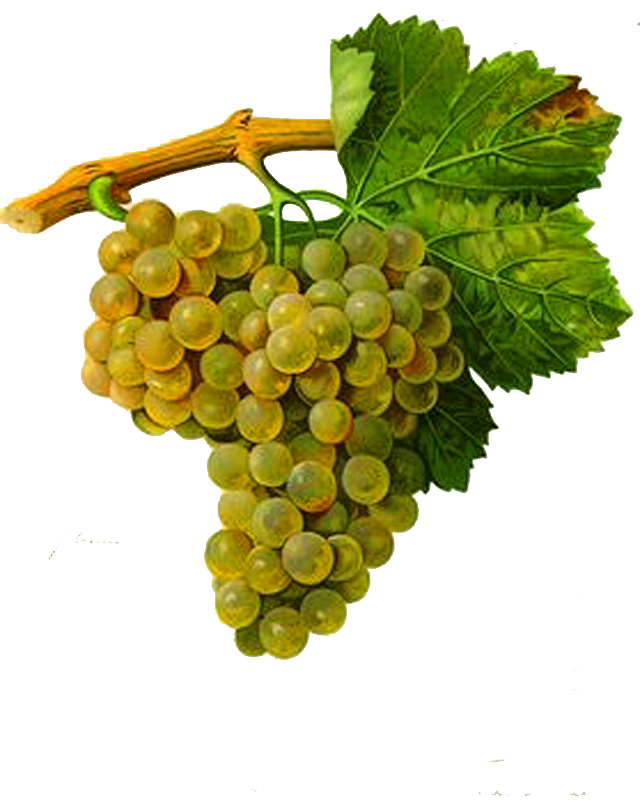
カバの主品種であるマカベオ種

バッジ・パナデスの低地平原からアルト・パナデスの温和なピークに向かって伸びる地域は、幅広いブドウ品種の栽培に適している。より典型的なスペインの黒ブドウ品種（ガルナッチャ種、ウイ・ダ・リャブラ（テンプラニーリョ）種、カベルネ・ソーヴィニヨン種、カリニェナ種など）は高温多湿の海岸平野にみられるが、それらの地域でも白ブドウ品種の比率が増加している。
内陸部の高地ではスペイン土着種のチャレッロ種とマカベオ種の比率が圧倒的だが、ペネデス地域の生産者は長らく実験的にフランス品種とドイツ品種の小規模なブドウ畑を持っており、近年ではマスカット・オブ・アレキサンドリア種、リースリング種、ゲヴュルツトラミネール種、シュナン・ブラン種、シャルドネ種なども導入されている。これらの品種はブレンド可能なブドウ品種の幅を広げており、カバ生産に重要な役割を果たしている。
標高800m以上にまで広がるアルト・パナデスのブドウ畑は、ヨーロッパでもっとも標高の高い場所にあるブドウ畑のひとつであり、この地では土着種のパレリャーダ種が支配的な品種である。カバはスティルワインの生産と密接に結びついており、近年のカバの成功によってスティルワインにも技術革新がもたらされている。
スペインの他地域では株仕立てのエンバソ方式で整枝されることが多いが、ミゲル・トーレス社は国際品種をすべてコドン・ロワイヤ方式またはギュイヨ方式で整枝している。ミゲル・トーレス社は数々の国際品種を栽培しており、ブレンド技術を駆使して評判の高いスティルワインを生産している。黒ブドウ品種も緩やかに地位を取り戻しているが、地域内では少数派にとどまっている。

### 品種
ペネデス (DO)では以下の品種が認可されている。
| - 白ブドウ品種(9) マカベオ パレリャーダ チャレッロ スビラト・パレント（マルバシーア） シャルドネ シュナン・ブラン ゲヴュルツトラミネール リースリング ソーヴィニヨン・ブラン | - 黒ブドウ品種(9) ガルナッチャ ウイ・ダ・リャブラ（テンプラニーリョ） カベルネ・ソーヴィニヨン モナストレル マスエロ サンソー カベルネ・フラン メルロー ピノ・ノワール |

## ワイン生産

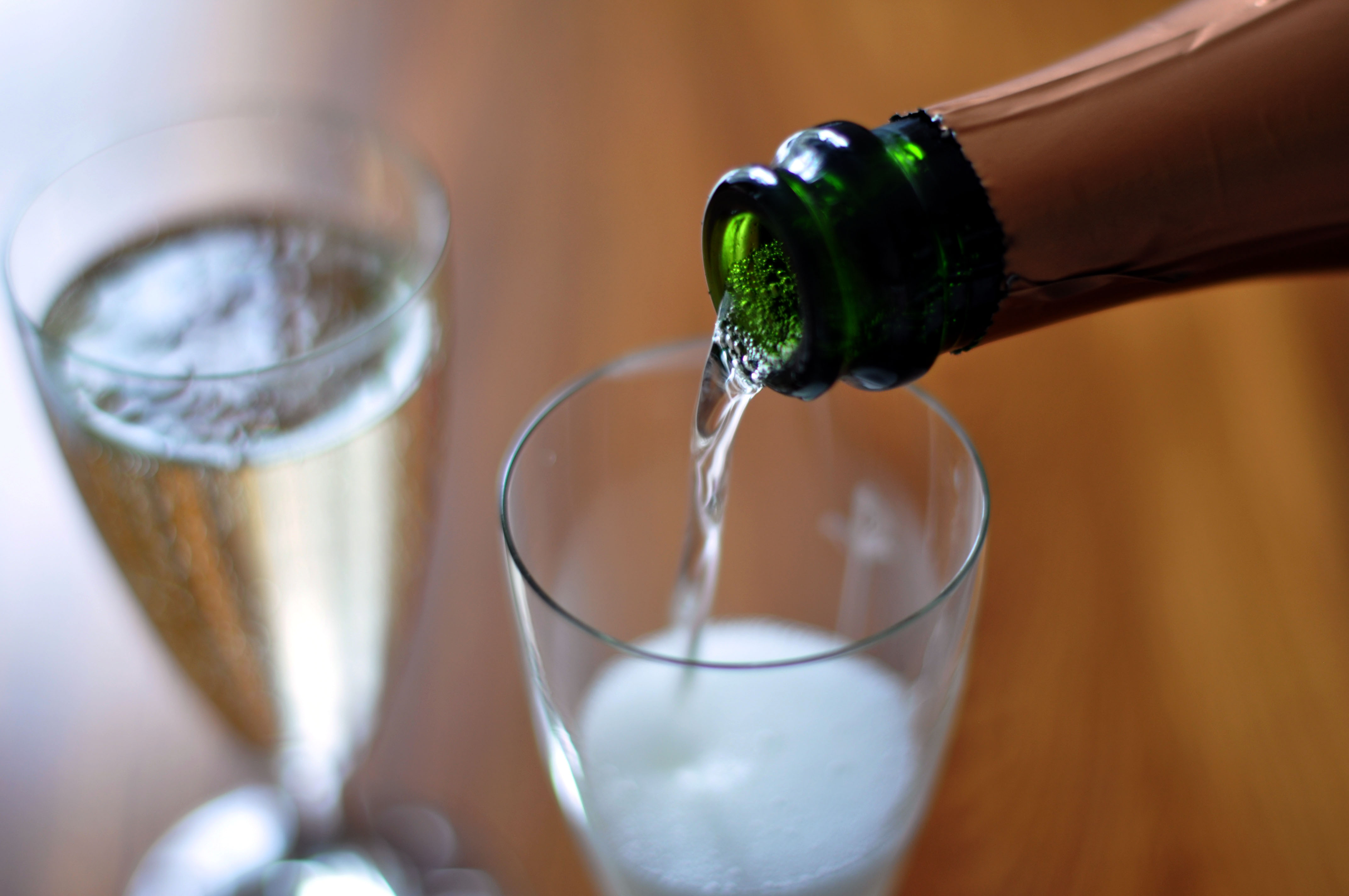
スパークリングワインのカバ

ペネデスはスペインのワイン産地の中でもっとも現代的で革新的な産地であると広く認められている。スティルワインとカバ（スパークリングワイン）を合わせて数百のワイナリーがある。

### カバ（スパークリングワイン）
カバで有名なワイナリーにはフレシネ社やコドルニウ社などがあり、その他にはカステイブランチ社（フレシネ社傘下）、Juvé y Camps社などがある。フレシネ社はスパークリングワインの生産者としては世界最大であり、スペイン国内ではリベラ・デル・ドゥエロ (DO)やプリオラート (DOQ)、国外ではフランスのシャンパーニュ地方やアメリカのカリフォルニア州などにもワイナリーを持つほか、ボルドー第2位の規模のワイン商イヴォン・モー(Yvon Mau)社を傘下に置いている。高品質だが規模の小さい家族経営のワイナリーも多く、その代表格にはカバス・ボレット社が挙げられる。

### スティルワイン
スティルワインでもっとも有名なワイナリーはミゲル・トーレス社であり、ミゲル・トーレス社は個人所有形態のワイン生産者としては世界最大の生産量を持つ。その他にはピノール社、ジャン・レオン社、マシア・バッハなどがあり、ジャン・レオン社はカベルネ・ソーヴィニヨン種やシャルドネ種などの国際品種から生産したワインを高級ワインとして確立させた。コドルニウ社が所有するマシア・バッハのワイナリーはムンサラートを望む丘の上にあり、のべ数千メートルにも及ぶワインセラーを持つ。マシア・バッハの「エストリシモ・バッハ」はスペイン最良の白のデザートワインとして有名である。

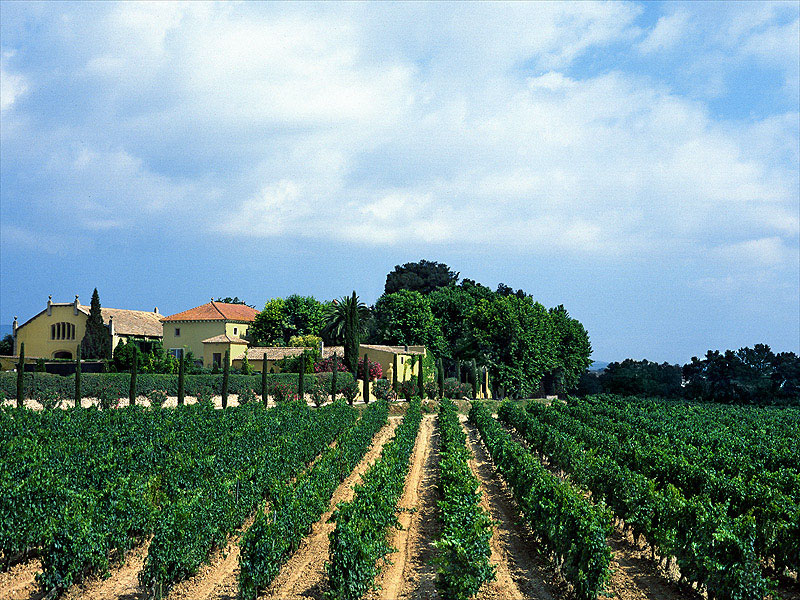
ミゲル・トーレス社のワインセラー
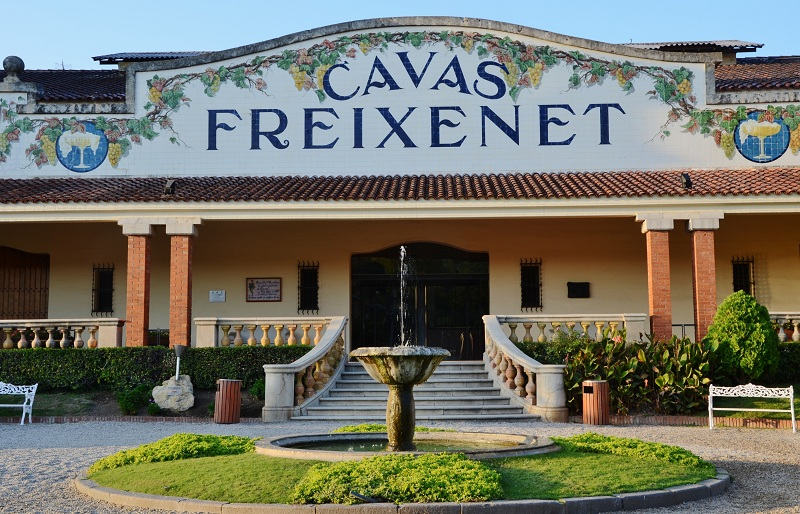
フレシネ社のシャトー
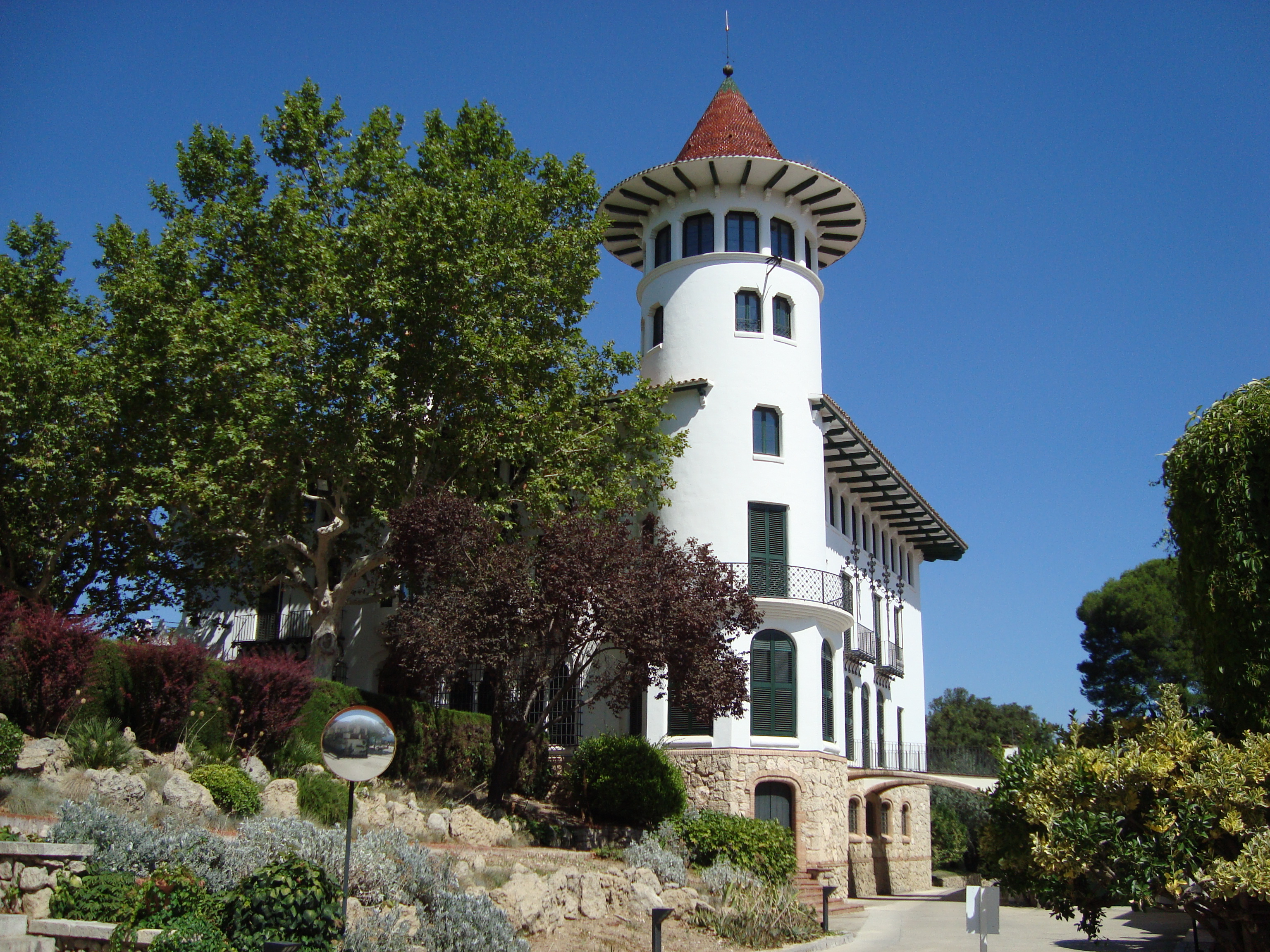
コドルニウ社のシャトー

## ヴィンテージチャート
ペネデス原産地呼称統制委員会は各年のヴィンテージを発表している。
| - 1980 良い - 1981 良い - 1982 とても良い - 1983 良い - 1984 とても良い - 1985 素晴らしい - 1986 並 - 1987 良い - 1988 とても良い - 1989 とても良い | - 1990 とても良い - 1991 良い - 1992 良い - 1993 とても良い - 1994 とても良い - 1995 とても良い - 1996 とても良い - 1997 とても良い - 1998 素晴らしい - 1999 とても良い | - 2000 とても良い - 2001 とても良い - 2002 良い - 2003 とても良い - 2004 良い - 2005 とても良い - 2006 とても良い - 2007 素晴らしい - 2008 とても良い - 2009 とても良い | - 2010 とても良い - 2011 - 2012 - 2013 - 2014 |

- 出典 : 1992年から2011年 : Spanish Wine Vintage Chart (1992-2011) Wines from Spain（スペイン大使館経済商務部）

## 文献

### 関連文献
- MacNeil, Karen (2001). The Wine Bible. Workman Publishing. ISBN 1-56305-434-5
- Robinson, Jancis (2006). The Oxford Companion to Wine (3 ed.). Oxford University Press. ISBN 0-19-860990-6